# 新闻思想史
新闻思想史（History of Journalistic Ideology）是指與新闻相關的概念和思想的出现與发展的历史，同時屬於思想史和新聞史的一支。

## 中國新聞思想史
中国新闻一词最早出自唐代。